# Mari Carmen Prendes
María del Carmen Prendes Estrada (Segovia, 28 de septiembre de 1906-Madrid, 27 de enero de 2002) fue una actriz española.

## Biografía
María del Carmen Prendes Estrada, nació en 1906, hija del militar Alfonso Prendes Fernández, natural de Gijón y de Mercedes Estrada Arnáiz, natural de Ferrol, que habían contraído matrimonio el 23 de julio de 1902 en La Coruña. Hermana de Luis Prendes y de Mercedes Prendes, estudió bachillerato y comenzó la carrera de magisterio, la cual sería interrumpida por su decisión de seguir los pasos artísticos de su hermana Mercedes. 
Formada sobre los escenarios, trabajó en la Compañía de Rosario Pino y Emilio Thuillier, debutando en 1921 con Los millones de Monty. De su primera etapa destacan éxitos como Cuando los hijos de Eva no son los hijos de Adán (1931), de Jacinto Benavente.
Contrajo matrimonio el 24 de abril de 1929, en la iglesia de la Concepción de Madrid, con el actor Enrique San Miguel Delgado, natural de León. Mientras se encontraba de gira en Argentina estalló la Guerra civil española (1936-1939), acontecimiento este que prolongó su estancia en dicho país durante nueve años. A su regreso continuó actuando en teatro y más tarde en televisión.
Sobre los escenarios cosecha numerosos éxitos como Las mujeres sabias, Mi cara serrana lo va diciendo por donde voy, Comedias bárbaras, Don Juan Tenorio (1945), Por cualquier puerta del sol (1957), Cuidado con las personas formales (1960), Doña Endrina (1960), Melocotón en almíbar (1961), Una cigüeña bromista (1962), El cianuro ¿sólo o con leche? (1963), El niño de los Parker (1963), Juegos de invierno (1964), Milagro en casa de los López (1964), Pecados conyugales (1966), Medida por medida (1969), La muchacha sin retorno (1974), Las bicicletas son para el verano (1982), La casa de Bernarda Alba (1984), Eloísa está debajo de un almendro (1984) obra por la cual obtuvo el premio de interpretación Miguel Mihura otorgado por la Sociedad General de Autores y Premio Long Play a la mejor actriz de teatro de 1984, Maribel y la extraña familia (1989) y La Orestíada (1990).
Debuta en el cine a la tardía edad de cincuenta y cinco años y pronto se consagra como una de las actrices de reparto más sólidas del panorama cinematográfico español. Durante más de dos décadas interpreta papeles, en su mayoría cómicos, para terminar y consolidar su carrera cinematográfica bajo la dirección de Pilar Miró en la película El pájaro de la felicidad.
En la última etapa de su vida padeció demencia senil. Falleció el 27 de enero de 2002 en Madrid a causa de una enfermedad cardiovascular. Está enterrada en el cementerio de la Almudena.

## Premios
- Premio de la Unión de Actores (1995) por su trayectoria profesional.
- Medalla al Mérito de las Bellas Artes en 1992.
- Premio Long Play; Mejor actriz de Teatro en 1984.
- Premio Miguel Mihura en 1984, por la interpretación teatral de "Eloisa está debajo de un almendro.

## Filmografía como actriz
| Película                                          | Director                                    | Año  |
| ------------------------------------------------- | ------------------------------------------- | ---- |
| Mi noche de bodas                                 | Tulio Demicheli                             | 1961 |
| Vuelve San Valentín                               | Fernando Palacios                           | 1962 |
| La hora incógnita                                 | Mariano Ozores                              | 1963 |
| Fin de semana                                     | Pedro Lazaga                                | 1964 |
| Dos chicas locas, locas                           | Pedro Lazaga                                | 1965 |
| El mundo sigue                                    | Fernando Fernán Gómez                       | 1965 |
| Sor Citroën                                       | Pedro Lazaga                                | 1967 |
| Novios 68                                         | Pedro Lazaga                                | 1967 |
| No somos de piedra                                | Manuel Summers                              | 1968 |
| El taxi de los conflictos                         | Mariano Ozores y José Luis Sáenz de Heredia | 1969 |
| Mi marido y sus complejos                         | Luis María Delgado                          | 1969 |
| Cuatro noches de boda                             | Mariano Ozores hijo                         | 1969 |
| Las siete vidas del gato                          | Pedro Lazaga                                | 1970 |
| Enseñar a un sinvergüenza                         | Agustín Navarro                             | 1970 |
| Don Erre que erre                                 | José Luis Sáenz de Heredia                  | 1970 |
| Una señora llamada Andrés                         | Julio Buchs                                 | 1970 |
| La casa de los Martínez                           | Agustín Navarro                             | 1971 |
| Black story (La historia negra de Peter P. Peter) | Pedro Lazaga                                | 1971 |
| No desearás a la mujer del vecino                 | Fernando Merino                             | 1971 |
| ¡No firmes más letras, cielo!                     | Pedro Lazaga                                | 1972 |
| Las señoritas de mala compañía                    | José Antonio Nieves Conde                   | 1973 |
| Señora doctor                                     | Mariano Ozores                              | 1973 |
| Pisito de solteras                                | Fernando Merino                             | 1973 |
| La curiosa                                        | Vicente Escrivá                             | 1973 |
| El insólito embarazo de los Martínez              | Javier Aguirre                              | 1974 |
| Vida conyugal sana                                | Roberto Bodegas                             | 1974 |
| Jenaro, el de los 14                              | Mariano Ozores                              | 1974 |
| Dormir y ligar: todo es empezar                   | Mariano Ozores                              | 1974 |
| El calzonazos                                     | Mariano Ozores                              | 1974 |
| Zorrita Martínez                                  | Vicente Escrivá                             | 1975 |
| L'éducation amoureuse de Valentin                 | Jean L'Hôte                                 | 1975 |
| Esclava te doy                                    | Eugenio Marín                               | 1976 |
| Madrid, Costa Fleming                             | José María Forqué                           | 1976 |
| Al fin solos, pero...                             | Antonio Giménez-Rico                        | 1977 |
| Pecado mortal                                     | Miguel Ángel Díez                           | 1977 |
| El hombre que yo quiero                           | Juan José Porto                             | 1978 |
| Miedo a salir de noche                            | Eloy de la Iglesia                          | 1980 |
| Esperando a papá                                  | Vicente Escrivá                             | 1980 |
| Unos granujas decentes                            | Mariano Ozores                              | 1980 |
| ¡Que vienen los socialistas!                      | Mariano Ozores                              | 1982 |
| El hijo del cura                                  | Mariano Ozores                              | 1982 |
| Un genio en apuros                                | Lluís Josep Comerón                         | 1983 |
| Los caraduros                                     | Antonio Ozores                              | 1983 |
| El pájaro de la felicidad                         | Pilar Miró                                  | 1993 |
| Dos hombres y una mujer                           | Juan José Porto                             | 1994 |

## Televisión
| Serie                       | Director                              | Año         |
| --------------------------- | ------------------------------------- | ----------- |
| Tercero izquierda           | Fernando García de la Vega            | 1962-1963   |
| Día a día                   | Jaime de Armiñán                      | 1963        |
| Tengo un libro en las manos | ¿?                                    | 1964        |
| Confidencias                | Jaime de Armiñán                      | 1965        |
| La casa de los Martínez     | Romano Villalba                       | 1967        |
| Historias de hoy            | ¿?                                    | 1967        |
| Teatro de siempre           | Josefina Molina                       | 1968        |
| Pequeño estudio             | Pilar Miró y Josefina Molina          | 1969        |
| Hora once                   | Josefina Molina y Luis Sánchez Enciso | 1971        |
| Visto para sentencia        | Alfredo Castellón                     | 1971        |
| Pili, secretaria ideal      | Enrique Martí Maqueda                 | 1975        |
| Este señor de negro         | Antonio Mercero y Antonio Mingote     | 1975        |
| La saga de los Rius         | Pedro Amalio López                    | 1976        |
| Novela                      | Manuel Aguado y Domingo Almendros     | 1965 a 1977 |
| Los mitos                   | Juan Guerrero Zamora                  | 1979        |
| Estudio 1                   | Manuel Aguado y Bernardo Ballester    | 1972 a 1979 |
| Les chevaux du soleil       | François Villiers                     | 1980        |
| Los gozos y las sombras     | Rafael Moreno Alba                    | 1981        |
| Teatro breve                | ¿?                                    | 1981        |
| Teatro estudio              | ¿?                                    | 1981        |
| El juego de los errores     | ¿?                                    | 1982        |
| Diálogos de un matrimonio   | Cayetano Luca de Tena                 | 1982        |
| Anillos de oro              | Ana Diosdado                          | 1983        |
| Cuentos imposibles          | Jaime de Armiñán                      | 1984        |
| Segunda enseñanza           | Pedro Masó                            | 1986        |
| Cómicos                     | Francisco Abad                        | 1987        |
| Primera función             | ¿?                                    | 1989        |